# 柘植章子
柘植 章子（つげ あきこ、1949年10月6日 - ）は、日本の女性シンガーソングライター。

## 概要
宮城県仙台市に生まれる。
ギターの基礎をしっかり身につけ、1970年に上京、美術学校に通いながら、ラジオ番組のアシスタントなどをしつつ、歌・作曲の勉強にはげんでいた。
本名の柘植章子名義で1972年8月に、シングル「さよなら」、10月にアルバム「さよなら」でデビュー。
しばらくして、1975年につげあき子名義で、シングル1枚、アルバム1枚を発表し、以降は目立った活動はしていない。

## 人物
デビュー当初のコメント
「私の歌はフォークというより、いろんな音楽をミックスした”ふぉーく”かな」「コピーはいやだし、どこまでも私の歌。どこまで聴く人のフィーリングに共鳴できるかを考えている。それにうた心みたいなものを」
生き方として、高石ともやに共感を覚えていると語る。

## ディスコグラフィ

### 柘植章子名義
※　すべてビクターレコードより発売。

#### シングル
| 発売日        | 規格 | 規格品番 | 面 | タイトル           | 作詞     | 作曲       | 編曲       |
| ------------- | ---- | -------- | -- | ------------------ | -------- | ---------- | ---------- |
| 1972年8月25日 | EP   | GAM-2    | A  | さよなら           | 相沢靖子 | 柘植章子   | 山木幸三郎 |
| 1972年8月25日 | EP   | GAM-2    | B  | ひいふうみい       | 江口大行 | 岩沢幸矢   | 矢野誠     |
| 1973年2月25日 | EP   | SF-44    | A  | ひとりぼっちの砂漠 | 柘植章子 | 山木幸三郎 | 山木幸三郎 |
| 1973年2月25日 | EP   | SF-44    | B  | 宮参り             | 柘植章子 | 山木幸三郎 | 山木幸三郎 |

#### アルバム

##### オリジナル・アルバム
| アルバム情報                          | 面  | No. | タイトル           | 作詞     | 作曲     | 編曲       |
| ------------------------------------- | --- | --- | ------------------ | -------- | -------- | ---------- |
| さよなら SAYONARA 1972年10月 GAM-1003 | A面 | 1   | 雨のち晴           | 柘植章子 | 柘植章子 | 山木幸三郎 |
| さよなら SAYONARA 1972年10月 GAM-1003 | A面 | 2   | インスピレーション | 柘植章子 | 柘植章子 | ボブ佐久間 |
| さよなら SAYONARA 1972年10月 GAM-1003 | A面 | 3   | さよなら           | 相沢靖子 | 柘植章子 | 山木幸三郎 |
| さよなら SAYONARA 1972年10月 GAM-1003 | A面 | 4   | B.C.               |          | 柘植章子 | 石川鷹彦   |
| さよなら SAYONARA 1972年10月 GAM-1003 | A面 | 5   | ひいふうみい       | 江口大行 | 岩沢幸矢 | 矢野誠     |
| さよなら SAYONARA 1972年10月 GAM-1003 | A面 | 6   | 違う世界           | 柘植章子 | 柘植章子 | 山木幸三郎 |
| さよなら SAYONARA 1972年10月 GAM-1003 | B面 | 1   | 私と秋とタバコ     | 吉田拓郎 | 吉田拓郎 | 石川鷹彦   |
| さよなら SAYONARA 1972年10月 GAM-1003 | B面 | 2   | ゆらゆらと         | 柘植章子 | 柘植章子 | 石川鷹彦   |
| さよなら SAYONARA 1972年10月 GAM-1003 | B面 | 3   | そして             | 柘植章子 | 柘植章子 | 山木幸三郎 |
| さよなら SAYONARA 1972年10月 GAM-1003 | B面 | 4   | 一瞬               | 柘植章子 | 柘植章子 | 石川鷹彦   |
| さよなら SAYONARA 1972年10月 GAM-1003 | B面 | 5   | 今日この頃         | 柘植章子 | 柘植章子 | 山木幸三郎 |
| さよなら SAYONARA 1972年10月 GAM-1003 | B面 | 6   | この街をでよう     | 柘植章子 | 柘植章子 | 石川鷹彦   |

##### オムニバス・アルバム
- 喫茶ロック ～夕暮れにさようなら～ビクター編（2002年06月26日）-「一瞬」収録。

### つげあき子名義
※　すべて日本コロムビア / BLOW UPより発売。

#### シングル
| 発売日     | 規格 | 規格品番 | 面 | タイトル     | 作詞                          | 作曲       | 編曲              |
| ---------- | ---- | -------- | -- | ------------ | ----------------------------- | ---------- | ----------------- |
| 1975年11月 | EP   | CD-260   | A  | 赤い花       | 名嘉元英麿                    | 名嘉元英麿 | 押領司英 中村弘明 |
| 1975年11月 | EP   | CD-260   | B  | いきませんか | つげあきこ 補）すずきけんいち | つげあきこ | ラスト・ショー    |

#### アルバム
| アルバム情報                          | 面  | No. | タイトル               | 作詞                          | 作曲       | 編曲              |
| ------------------------------------- | --- | --- | ---------------------- | ----------------------------- | ---------- | ----------------- |
| ハロー・ミッキー！ 1975年11月 CD-7154 | A面 | 1   | ハロー・ミッキー！     | 名嘉元英麿                    | 名嘉元英麿 | 押領司英          |
| ハロー・ミッキー！ 1975年11月 CD-7154 | A面 | 2   | 君想うボク             | つげあき子                    | つげあき子 | 山田秀俊 中村弘明 |
| ハロー・ミッキー！ 1975年11月 CD-7154 | A面 | 3   | 妹                     | つげあき子                    | つげあき子 | つげあき子        |
| ハロー・ミッキー！ 1975年11月 CD-7154 | A面 | 4   | 内気なボク             | つげあき子                    | つげあき子 | ラスト・ショー    |
| ハロー・ミッキー！ 1975年11月 CD-7154 | A面 | 5   | 時は走りすぎても       | つげあき子                    | つげあき子 | つげあき子        |
| ハロー・ミッキー！ 1975年11月 CD-7154 | A面 | 6   | いきませんか           | つげあき子 補）すずきけんいち | つげあき子 | ラスト・ショー    |
| ハロー・ミッキー！ 1975年11月 CD-7154 | B面 | 1   | 赤い花                 | 名嘉元英麿                    | 名嘉元英麿 | 押領司英 中村弘明 |
| ハロー・ミッキー！ 1975年11月 CD-7154 | B面 | 2   | 午前二時の呪い唄       | つげあき子                    | つげあき子 | 山田秀俊          |
| ハロー・ミッキー！ 1975年11月 CD-7154 | B面 | 3   | ピラニア               | つげあき子                    | つげあき子 | つげあき子        |
| ハロー・ミッキー！ 1975年11月 CD-7154 | B面 | 4   | カラカラ砂漠           | つげあき子                    | つげあき子 | つげあき子        |
| ハロー・ミッキー！ 1975年11月 CD-7154 | B面 | 5   | グッドナイト・ミッキー | 名嘉元英麿                    | 名嘉元英麿 | つげあき子        |

## 楽曲提供
- 内藤やす子
  - アルバム「ないないづくし」（1976年）・・・「ぬけがら」（作曲：つげあき子名義）